# Електропоп
Електропоп, такође познат као технопоп, облик је синт попа који се изводи на синтисајзерима који је свој први процват доживео између 1978. и 1981. у Енглеској и Немачкој. Електропоп је послужио за промовисање синт попа као музике за масе, али каснији музиколози га сврставају као поджанр синт попа. Многи музичари су традицију електропопа одржали у 1990-им и 2000-им.
Електропоп се разликује од синт попа утолико што има хладнији, роботички електронски звук, чему су разлог рани аналогни синтисајзери и њихова ограничења. Речи песама често вуку на научно-фантастичне теме, за разлику од тужне љубавне тематике која је превладавала у комерцијалној новоталасној музици 1980-их.
Многе електропоп песме су у суштини поп песме, са једноставним, памтљивим мелодијама и плесним ритмовима, али се разликују од стилова електроничке плесне музика на које је утицао (техно, даб, хаус, електроклеш) по јакој лирици која га уздиже изнад једноставне плесности.